# Копані (Лозівський район)
Копа́ні —  село в Україні, у Лозівській міській громаді Лозівського району Харківської області. Населення становить 115 осіб. До 2020 орган місцевого самоврядування — Миколаївська сільська рада.

## Географія
Село Копані знаходиться на відстані 1 км від села Поди і за 3 км від села Петропілля. По селу протікає пересихаючий струмок з загатами.

## Історія
1857 — дата заснування як села Нові Поди.
1936 — перейменоване в село Копані.
12 червня 2020 року, відповідно до Розпорядження Кабінету Міністрів України  № 725-р «Про визначення адміністративних центрів та затвердження територій територіальних громад Харківської області», увійшло до складу Лозівської міської громади.
17 липня 2020 року, в результаті адміністративно-територіальної реформи та ліквідації колишнього Лозівського району (1923—2020), увійшло до складу новоутвореного Лозівського району Харківської області.